# Iota Centauri
Iota Centauri (ι Cen / HD 115892 / HR 5028) es una estrella en la constelación de Centaurus de magnitud aparente +2,75. Lleva el nombre, rara vez utilizado, de Alhakim, «el sabio», de origen árabe. Se encuentra a 58,6 años luz de distancia del sistema solar.
Iota Centauri es una estrella blanca de tipo espectral A2V. Considerada una estrella de la secuencia principal —en su núcleo tiene lugar la fusión del hidrógeno—, sus características sugieren que puede haber evolucionado ya hacia una subgigante —implicando que la fusión del hidrógeno ha finalizado—. Con una temperatura superficial de 9100 K, es 71 veces más luminosa que el Sol, siendo su radio 3,4 veces más grande que el radio solar. Tiene una masa de 2,5 masas solares y su edad se estima en unos 500 o 600 millones de años.
Su velocidad de rotación proyectada, 86 km/s, implica un período de rotación de menos de dos días.
Tiene un campo magnético unas 100 veces mayor que el de la Tierra.
El aspecto más destacado de Iota Centauri es que, al igual que Vega (α Lyrae), β Pictoris y η Corvi, posee un disco circunestelar de polvo a su alrededor que emite radiación infrarroja.